# Comuna Luciînți, Rohatîn
Luciînți (în ucraineană Лучинці) este o comună în raionul Rohatîn, regiunea Ivano-Frankivsk, Ucraina, formată din satele Luciînți (reședința) și Obelnîțea.

## Demografie
Componența lingvistică a comunei Luciînți
     Ucraineană (99,64%)
     Alte limbi (0,36%)
Conform recensământului din 2001, majoritatea populației comunei Luciînți era vorbitoare de ucraineană (99,64%), existând în minoritate și vorbitori de alte limbi.